# 스트라히냐 파블로비치
스트라히냐 파블로비치(세르비아어: Страхиња Павловић, Strahinja Pavlović, 2001년 5월 24일 ~ )는 세르비아의 축구 선수로 현재 세리에 A의 AC 밀란에서 활동 중이다.